# هيثم أحمد زكي
هيثم أحمد زكي (3 أبريل 1984 - 7 نوفمبر 2019)، ممثل مصري. وهو ابن الممثل أحمد زكي والممثلة هالة فؤاد، كانت بدايته الفنية عام 2006 مع فيلم حليم وشارك في العديد من الأعمال السينمائية والتلفازية. توفي في 7 نوفمبر 2019 إثر هبوط حاد في الدورة الدموية عن عمر يناهز 35 عامًا.

## مشواره الفني
بدأ مشواره الفني عام 2006 عندما استكمل ما تبقى من مشاهد فيلم حليم بعد رحيل والده بطل الفيلم أحمد زكي، ليقوم بالعام التالي ببطولة فيلم البلياتشو، لكنه توقف عن العمل الفني لثلاث سنوات قبل أن يعود عام 2010 من خلال مسلسل الجماعة، ليشارك بعدها في العديد من الأعمال ما بين السينما والتلفزيون مثل مسلسل دوران شبرا، الذي حصد بعده جائزة أفضل ممثل شاب في مصر وفي 2018 كان أحد أبطال مسلسل كلبش 2، واختتمت مسيرته بفيلم الكنز 2.

## عن حياته
ولد في مدينة القاهرة عاش وحيدا ومات وحيدا هكذا كانت قصة حياته، رحلت والدته فتولى جده وجدته رعايته، إلا أنهما رحلا واحداً تلو الآخر، وكان وقتها يبلغ من العمر 14 عاماً، لتنتقل مسؤوليته إلى خاله هشام فؤاد. غير أن الأمر لم يدم سوى عامين بعدما رحل خاله، حيث كان هيثم في السادسة عشرة من عمره لينتقل للعيش مع والده، وظل مع والده لـ5 سنوات ثم رحل وترك هيثم وهو في الـ21 من عمره ومنذ ذلك الوقت، ظل وحيداً، ولم يترك أي مناسبة تلفزيونية يتحدث فيها سوى ويشير إلى هذا الأمر ومدى الألم الذي يسببه له، وكونه القاسم المشترك بينه وبين والده الراحل الذي كان يشعر بالوحدة أيضاً.
ومثلما بدأت رحلته الفنية مع المخرج شريف عرفة في فيلم «حليم»، انتهت أيضاً مع نفس المخرج الذي استعان به في فيلم «الكنز».
في يناير 2011 كان متهم بجريمة قتل كان يملك مسدساً ورثه عن والده، سُرِق منه في فترة ثورة يناير، ونفذت بهِ جريمة قتل في صعيد مصر فظل متخفياً حتى قبض على القاتل الحقيقي، وتبرئتهُ من تهمة القتل. أصدقاء الراحل بنوا مسجدا باسمه مسجد هيثم أحمد زكي.

## الأفلام
- حليم 2005- 2006
- البلياتشو 2007
- كف القمر 2011
- نقطة دم 2011
- سكر مر 2016
- الكنز 2017
- الكنز 2 2018

## المسلسلات
- الجماعة 2010 - ضيف شرف
- دوران شبرا 2011
- الصفعة 2012
- إمبراطورية مين (مسلسل) 2014 - ضيف شرف
- السبع وصايا 2014
- استاذ ورئيس قسم 2015
- مصاعب الغربة 2015 - تحت الإعداد
- كلبش 2 2018
- علامة استفهام 2019

## الوفاة
توفي هيثم أحمد زكي في الساعات الأولى من صباح الخميس 7 نوفمبر 2019 إثر هبوط حادٍّ في الدورة الدموية، وعُثر على جثته في منزله بضاحية الشيخ زايد في محافظة الجيزة، بعد تلقِّي بلاغ من خطيبته بأنه متغيِّب ولا يردُّ على الهاتف.

## روابط خارجية
- هيثم أحمد زكي على موقع IMDb (الإنجليزية)
- هيثم أحمد زكي على موقع الدهليز
- هيثم أحمد زكي على موقع قاعدة بيانات الأفلام العربية
- هيثم أحمد زكي على موقع قاعدة بيانات الفيلم (الإنجليزية)

لم يتم العثور على روابط لمواقع التواصل الاجتماعي.